# Millie Jackson
Pour les articles homonymes, voir Jackson.
Mildred « Millie » Jackson, née le 15 juillet 1944 à Thomson, Géorgie, est une chanteuse américaine. Elle se distingue notamment par des textes humoristiques et très osés.

## Carrière
Elle naît dans une famille de métayers. Sa mère décède alors que Millie n’est encore qu’une enfant. Son père déménage alors à Newark, New Jersey. À l’adolescence, Millie Jackson part pour Brooklyn où elle vit chez sa tante. Elle travaille occasionnellement comme modèle pour les magazines Jive et Sepia.  
Sa première performance scénique a lieu dans le club de jazz Small's Paradise à Harlem. Assise dans le public avec des amis, elle apostrophe la chanteuse, prétendant faire mieux. Elle interprète alors Don’t Play It No More de Ben E. King. Ainsi remarquée, elle est sollicitée pour chanter durant deux semaines, mais non payée. Un certain Tony Rice l’embauche ensuite pour qu’elle se produise à Hoboken puis à Brooklyn. 
Sa carrière démarre en 1969 avec le titre A Little Bit of Something sur MGM. Elle décolle vraiment avec sa signature chez Spring Records en 1971, et sa collaboration avec le producteur Brad Shapiro. Ensemble, ils créent durant dix années des albums-concepts géniaux.
Son premier single classé dans les charts est A Child of God (It’s Hard to Believe), en 1971. Cette chanson se hisse à la 22e place des Hot R&B/Hip-Hop Songs. 
En 1972,  Millie jackson connaît son premier très grand succès avec Ask Me What You Want qui se classe dans le Top 10 des singles mais aussi dans le Pop 100. Suivent My Man, a Sweet Man (classé no 7 des Hot R&B/Hip-Hop Songs), et, en 1973, Hurts So Good (no 3 des Hot R&B/Hip-Hop Songs et no 24 du Billboard Hot 100), extrait du film blaxploitation Cleopatra Jones.
En 1974, Millie Jackson sort l’album Caught Up, dans lequel elle propose un style salace et plein de verve. Dans cet album, elle introduit une nouvelle manière de chanter. Le single (If Loving You Is Wrong) I Don’t Want to Be Right reçoit deux Grammy Awards. À l’occasion de cet album, elle collabore avec les studios Muscle Shoals qui possèdent une puissante section rythmique. Cette collaboration se poursuivra dans les albums suivants. 
Au cours des années suivantes, Millie Jackson enchaîne les albums et les succès : Free and in Love (1976), Feelin' Bitchy (1977), Lovingly Yours (1977), Get It Out’cha System (1978), A Moment's Pleasure (1979). 
À partir des années 1980, Millie Jackson voit son succès décliner. On notera toutefois l’album E.S.P. (Extra Sexual Persuasion) aux accents Hi-NRG.

## Discographie

### Albums studio
- 1972 : Millie Jackson
- 1973 : It Hurts So Good
- 1974 : I Got to Try It One Time
- 1974 : Caught Up
- 1975 : Still Caught Up
- 1976 : Free and in Love
- 1977 : Feelin' Bitchy
- 1977 : Lovingly Yours
- 1978 : Get It Out'cha System
- 1979 : A Moment's Pleasure
- 1979 : Royal Rappin's (avec Isaac Hayes)
- 1980 : For Men Only
- 1980 : I Had to Say It
- 1981 : Just a Li'l Bit Country
- 1982 : Hard Times
- 1982 : Live and Outrageous (Rated XXX)
- 1983 : E.S.P. (Extra Sexual Persuasion)
- 1986 : An Imitation of Love
- 1988 : The Tide Is Turning
- 1989 : Back to the Shit!
- 1991 : Young Man, Older Woman
- 1993 : Young Man, Older Woman: Cast Album
- 1994 : Rock N' Soul
- 1995 : It's Over
- 1997 : The Sequel, It Ain't Over
- 2001 : Not for Church Folk!

### Albums live
- 1976 : Live in Tokyo
- 1979 : Live & Uncensored
- 1982 :  "Live & Outrageous (rated XXX)"
- 1989 :   "Back to the Shit"

### Compilations
- 1976 : The Best of Millie Jackson
- 1994 : 21 of the Best
- 1994 : The Very Best of Millie Jackson
- 1997 : Anthology Totally Unrestricted!
- 1999 : Between the Sheets
- 2004 : Don't Walk Away
- 2008 : Millie Jackson's Soul for the Dancefloor
- 2013 : The Moods of Millie Jackson: Her Best Ballads